# مهدی پستی
مهدی پستی یک روستا در ایران است که در دهستان ویلکیج شمالی واقع شده‌است. مهدی پستی ۱۷۲ نفر جمعیت دارد.
این روستا دارای جنگل فندقلو و سد گوبه تپه میباشد،داش بولاغی از جاهای دیدنی این روستا هست ، علیزاده ، نعمتی ، اشکانی فرد سه نسل روستای مهدی پستی هستند